# Live in performance 2005 Christmas Edition Special BUDOKAN
『Live in performance 2005 Christmas Edition Special BUDOKAN』（ライヴ・イン・パフォーマンス・2005・クリスマス・エディション・スペシャル・ブドウカン）は、Skoop On Somebodyのライヴ映像集。2006年3月24日発売。

## 概要
- グループ初となる日本武道館においてのライブの模様を収めた作品。
- 公演では「this Christmas」も演奏されたが、本作品には未収録となっている。

## 収録曲
1. 祈り
作詞・作曲・編曲:SKOOP
2. around the world
作詞:S.O.S.　作曲:Face 2 fAKE　編曲:Face 2 fAKE、S.O.S.
3. eternal snow
作詞:松原憲、S.O.S.　作曲・編曲:松原憲
4. Sounds Of Snow
作詞:松尾潔　作曲・編曲:S.O.S.
5. sha la la
作詞:小林夏海、S.O.S.　作曲・編曲:Face 2 fAKE
6. キミノユメヨカナエ
作詞・作曲:SOS　編曲:遠藤亮
7. 時計 (club SOS version)
作詞・作曲・編曲:SKOOP
8. ama-oto (club SOS version)
作詞・作曲・編曲:S.O.S.
9. もう一度夜をとめて (club SOS version)
作詞:秋元康　作曲:崎谷健次郎　編曲:SOS
10. My Hometown
作詞:松尾潔、S.O.S.　作曲・編曲:S.O.S.
11. soul river
作詞・作曲・編曲:SOS
12. バラ色
作詞・作曲・編曲:SKOOP
13. happypeople〜OH HAPPY DAY
作詞:小林夏海、SOS　作曲:SOS　編曲:SOS, spam_KASUGAI
作詞・作曲:Edwin R/Hawkins　編曲:S.O.S.
14. 街に愛があふれて…
作詞:TAKE　作曲:KO-ICHIRO　編曲:S.O.S.
15. Everlasting Love 
作詞・作曲・編曲:SKOOP
16. 誰かが君を想ってる
作詞:SOS　作曲:SOS、土肥真生　編曲:土肥真生、SOS
17. Key of Love
作詞・作曲・編曲:S.O.S.
18. P.S.
作詞・作曲・編曲:S.O.S.

＜特典映像＞
1. Before the show
2. SELF LINER NOTES